# Pauls Stradiņš
Pauls Stradiņš (17. januar 1896 i Viesīte i Guvernement Kurland – 14. august 1958 i Riga i Lettiske SSR) var en lettisk kirurg og det lettiske sundhedsvæsens organisator samt professor ved Letlands Universitet og Rigas Medicinske Institut. Stradiņš var i mange år leder af Rigas 2. Sygehus, og forvandlede det efterhånden til et moderne hospital og undervisningsinstitution, i dag Paula Stradiņa Kliniske Universitetshospital. Ikke langt fra hospitalet grundlagde og ledede Stradiņš et medicinsk institut for videnskabelig forskning i biologisk og eksperimentel medicin. Stradiņš oprettede en privat samling af medicinhistorisk materiale, der senere blev til Pauls Stradiņš Medicinhistoriske Museum.